# John B. Anderson
John Bayard Anderson (Rockford, Illinois; 15 de febrero de 1922-Washington D. C., 3 de diciembre de 2017) fue un político y abogado estadounidense, Congresista en la Cámara de Representantes del Congreso de los Estados Unidos y candidato presidencial independiente.
Su familia es de inmigrantes provenientes de Suecia.
Estudió en la Universidad de Illinois pero interrumpió sus estudios en 1943, cuando se alistó en el Ejército de los Estados Unidos para luchar en la Segunda Guerra Mundial. Sirvió con el grado de sargento en la artillería hasta el final de la guerra.
Al regresar al país se graduó de abogado en la Universidad de Illinois en 1946 y ese mismo año fue admitido en la Barra de Abogados de su Estado.
En 1949 obtuvo un grado de máster en Leyes por la Harvard Law School de la Universidad de Harvard; mientras estudiaba en Harvard trabajó en la Facultad de Derecho de la Universidad Northeastern, una universidad privada de Boston.
Desde 1952 hasta 1955, prestó servicios como funcionario público en la oficina del Alto Comisario de los Estados Unidos para Alemania (un cargo que había sido creado en tiempos de la ocupación aliada de Alemania y que siguió existiendo unos años más después que fue devuelta parcialmente la soberanía al país); su puesto era de consejero en el área de divulgación económica.
En 1956 lo eligieron Fiscal del Estado para el condado de Winnebago del estado de Illinois, encargándose de los procesamientos en las Cortes del citado condado.

## Infancia y estudios
Nació en Rockford, Illinois, donde creció, hijo de Mabel Edna Ring) y E. Albin Anderson. Su padre era un inmigrante sueco, al igual que sus abuelos maternos. En su juventud, trabajó en la tienda de comestibles de su familia. Se graduó en 1939 en Rockford Central High School. Se graduó de la Universidad de Illinois en Urbana-Champaign en 1942 y comenzó la facultad de derecho, pero su educación fue interrumpida por la Segunda Guerra Mundial. Se alistó en el ejército en 1943 y se desempeñó como sargento de la Artillería de Campaña de EE. UU. en Francia y Alemania hasta el final de la guerra, recibiendo cuatro estrellas de servicio. Después de la guerra, regresó para completar su educación y obtuvo un doctorado en Jurisprudencia de la Facultad de Derecho de la Universidad de Illinois en 1946.
Fue admitido en el colegio de abogados de Illinois el mismo año y ejerció la abogacía en Rockford. Poco después, se mudó al este para asistir a la Facultad de Derecho de Harvard, obteniendo una Maestría en Derecho en 1949. Mientras estaba en Harvard, se desempeñó en la facultad de la Facultad de Derecho de la Universidad Northeastern en Boston. En otro breve regreso a Rockford, ejerció en el bufete de abogados Large, Reno & Zahm (ahora Reno & Zahm LLP). A partir de entonces, Anderson se unió al Servicio Exterior. De 1952 a 1955, se desempeñó en Berlín como Oficial de Informes Económicos en la División de Asuntos del Este, como asesor del personal del Alto Comisionado de los Estados Unidos para Alemania. Al final de su gira, dejó el servicio exterior y una vez más volvió a ejercer la abogacía en Rockford.

## Carrera política
En 1956, Anderson fue elegido Fiscal del Estado en el condado de Winnebago, Illinois, primero ganando una carrera de cuatro personas en las primarias de abril por 1330 votos y luego las elecciones generales en noviembre por 11 456 votos. Después de servir durante un período, estaba listo para dejar ese cargo cuando el congresista local, el titular Leo E. Allen, anunció su retiro. Anderson se unió a las primarias republicanas para el escaño del Distrito 16 de Allen, distrito entonces sólidamente republicano, con otros cuatro contendientes. Ganó primero las primarias en abril por 5900 votos y luego las elecciones generales en noviembre por 45 000 votos. Sirvió en la Cámara de Representantes de los Estados Unidos durante diez mandatos, de 1961 a 1981.
Inicialmente, Anderson estaba entre los miembros más conservadores del caucus republicano. Tres veces (en 1961, 1963 y 1965) en sus primeros mandatos como congresista, Anderson introdujo una enmienda constitucional para intentar "reconocer la ley y la autoridad de Jesucristo" sobre los Estados Unidos. Los proyectos de ley murieron en silencio, pero luego volvieron a perseguir a Anderson en su candidatura presidencial.
La atmósfera de la década de 1960 pesó sobre Anderson y comenzó a repensar algunas de sus creencias. A fines de la década de 1960, las posiciones de Anderson sobre temas sociales se desplazaron hacia la izquierda, aunque su filosofía fiscal siguió siendo en gran medida conservadora. Al mismo tiempo, sus colegas de la Cámara lo tenían en alta estima. En 1964, obtuvo un puesto en el poderoso Comité de Reglas. En 1969, fue nombrado presidente de la Conferencia Republicana de la Cámara, la posición número tres en la jerarquía republicana de la Cámara en lo que era en ese momento el partido minoritario.
Anderson se encontró cada vez más en desacuerdo con los conservadores en su distrito natal y otros miembros de la Cámara. No siempre fue un fiel partidario de la agenda republicana, a pesar de su alto rango en el caucus republicano. Fue muy crítico con la guerra de Vietnam, y fue un crítico muy controvertido de Richard Nixon durante Watergate. En 1974, a pesar de sus críticas a Nixon, casi fue barrido por la fuerte marea antirrepublicana en las elecciones de ese año. Fue reelegido con el 55 por ciento de los votos, lo que sería el porcentaje más bajo de su carrera. Su puesto como presidente del Comité Republicano de la Cámara fue cuestionado tres veces después de su elección, y cuando Gerald Ford fue derrotado en la campaña presidencial de 1976, Anderson perdió un aliado clave en Washington.
En 1970 y 1972, Anderson tuvo un retador demócrata en Rockford, el profesor John E. Devine. En ambos años, Anderson derrotó a Devine por un amplio margen. A fines de 1977, un ministro de televisión fundamentalista de Rockford, Don Lyon, anunció que desafiaría a Anderson en las primarias republicanas. Fue una campaña contenciosa, donde el Lyon, con su experiencia ante la cámara, demostró ser un formidable candidato. Lyon recaudó una gran cantidad de dinero, obtuvo el respaldo de muchos conservadores en la comunidad y el partido, y asustó bastante al equipo de Anderson. Aunque Anderson era un líder en la Cámara y la campaña llamó la atención nacional, Anderson ganó las primarias con un 16% de los votos. Anderson fue ayudado en esta campaña por fuertes respaldos de periódicos y apoyo cruzado de independientes y demócratas.

## Campaña presidencial de 1980
En 1978, Anderson formó un comité exploratorio de la campaña presidencial, encontrando poco interés público o de los medios. A fines de abril de 1979, tomó la decisión de ingresar a las primarias republicanas, uniéndose a un campo que incluía a Ronald Reagan, Bob Dole, John Connally, Howard Baker, George HW Bush y el perenne candidato Harold Stassen. En las últimas semanas de 1979,  presentó su propuesta de campaña insignia, abogando porque se promulgue un impuesto a la gasolina de 50 centavos por galón con una reducción correspondiente del 50% en impuestos de la seguridad social.
Creó campañas estatales en cuatro estados objetivo: New Hampshire, Massachusetts, Illinois y Wisconsin. Ganó algo de apoyo político entre los republicanos, recogiendo apoyos en el camino que lo ayudaron a legitimarse en la carrera. Comenzó a generar apoyo entre las élites de los medios, que apreciaban su elocuencia, su manera directa, sus posiciones moderadas y su negativa a seguir el camino conservador por el que viajaban todos los demás republicanos.
El 5 de enero de 1980, en el debate de los candidatos republicanos en Des Moines, Iowa, a diferencia de los otros candidatos, dijo que bajar los impuestos, aumentar los gastos de defensa y equilibrar el presupuesto eran una combinación imposible. En un resumen conmovedor, invocó la inmigración de su padre a los Estados Unidos y dijo que los estadounidenses tendrían que hacer sacrificios "por un mañana mejor". Durante la semana siguiente, el nombre y la cara de Anderson estuvieron en todos los programas de noticias nacionales, en los periódicos y en las revistas de noticias nacionales.
Gastó menos de US$2000 en Iowa, pero terminó con el 4,3% de los votos. Las cadenas de televisión estaban cubriendo el evento, presentando a Anderson ante una audiencia nacional como un hombre de carácter y principios.] Cuando los votantes de New Hampshire acudieron a las urnas, Anderson nuevamente superó las expectativas, terminando cuarto con poco menos del 10% de los votos.
Fue declarado ganador tanto en Massachusetts como en Vermont por Associated Press, pero a la mañana siguiente terminó perdiendo ambas primarias por un estrecho margen. En Massachusetts, perdió ante George Bush por un 0,3% y en Vermont perdió ante Reagan por 690 votos.
Anderson llegó a Illinois después de las primarias de Nueva Inglaterra y tenía una ventaja en las encuestas estatales, pero su campaña en Illinois tuvo problemas a pesar del respaldo de los dos periódicos más importantes del estado. Reagan lo derrotó, 48% a 37%. Anderson ganó Chicago y Rockford, las dos ciudades más grandes del estado en ese momento, pero perdió en la sección sur más conservadora del estado.
La semana siguiente, hubo una primaria en Connecticut, en la cual (mientras Anderson estaba en la boleta electoral) su equipo había decidido no hacer campaña activamente. Terminó tercero en Connecticut con el 22% de los votos, y parecía demasiado como cualquier otra derrota, ya sea que Anderson dijera que estaba compitiendo o no. El siguiente fue Wisconsin, y se pensó que esta era la mejor oportunidad de victoria de Anderson, pero nuevamente terminó tercero, ganando el 27% de los votos.
La plataforma republicana no logró respaldar la Enmienda de Igualdad de Derechos ni apoyó la extensión del tiempo para su ratificación. Anderson fue un fuerte partidario de ambos. Los encuestadores encontraron que Anderson era mucho más popular en todo el país entre todos los votantes que en los estados primarios republicanos. Sin ninguna campaña, estaba en el 22% a nivel nacional. El ayudante personal y confidente de Anderson, Tom Wartowski, lo animó a permanecer en el Partido Republicano.
Enfrentó una gran cantidad de obstáculos como candidato de un partido no mayoritario: tener que calificar para 51 boletas (en las que los partidos principales aparecían automáticamente), tener que recaudar dinero para realizar una campaña (los partidos principales recibieron cerca de us$30 millones en dinero para sus campañas), tener que ganar cobertura nacional, tener que construir una campaña de la noche a la mañana y tener que encontrar un compañero de fórmula adecuado entre ellos. Formó un nuevo equipo de campaña, calificó para cada boleta, recaudó una gran cantidad de dinero y subió hasta un 26% en una encuesta de Gallup.
Sin embargo, en el verano de 1980, realizó una gira de campaña en el extranjero para mostrar sus credenciales en política exterior y recibió una paliza en la televisión nacional. Los principales partidos, en particular los republicanos, disfrutaron de la atención de sus convenciones nacionales, en las que Anderson quedó fuera de la cobertura. Hizo una aparición con Ted Kennedy y también fue un gran error. Para la tercera semana de agosto estaba en el rango de 13 a 15% en las encuestas.
Un tema crítico fue aparecer en los debates presidenciales de otoño después de que la Liga de Mujeres Votantes lo invitara a presentarse debido al interés popular en su candidatura, aunque en ese momento solo obtenía el 12% de las encuestas. A fines de agosto, nombró a Patrick Lucey , exgobernador demócrata de Wisconsin y embajador en México durante dos mandatos, como su compañero de fórmula. A fines de agosto, lanzó una plataforma integral de 317 páginas, bajo la bandera del Partido de Unidad Nacional, que fue muy bien recibida. A principios de septiembre, un desafío judicial a la Ley de Campañas Electorales Federales tuvo éxito y calificó para la financiación pública posterior a las elecciones. Además, Anderson presentó sus peticiones para su quincuagésima primera boleta electoral. Luego, la Liga dictaminó que las encuestas mostraban que había alcanzado el umbral de calificación y dijo que aparecería en los debates.

### Campaña de otoño
Carter dijo que no aparecería en el escenario con Anderson y se ausentó del debate, lo que perjudicó al presidente a los ojos de los votantes. Reagan y Anderson tuvieron un debate en Baltimore el 21 de septiembre de 1980. A Anderson le fue bien, y las encuestas mostraron que obtuvo una modesta victoria en el debate sobre Reagan, pero Reagan, quien había sido retratado por Carter durante todo el campaña como algo así como un belicista, demostró ser un candidato razonable y se desempeñó bien en el debate. El debate fue la gran oportunidad de Anderson, ya que necesitaba una gran actuación, pero lo que obtuvo fue una victoria modesta. En las semanas siguientes, se desvaneció lentamente su imagen y su apoyo cayó del 16% al 10-12% en la primera quincena de octubre.
A finales de mes, Reagan debatió con Carter solo, pero CNN intentó permitir que Anderson participara en el segundo debate con retraso de cinta. Daniel Schorr le hizo a Anderson las preguntas del debate Carter-Reagan, y luego CNN entremezcló las respuestas en vivo de Anderson con respuestas en diferido de cinta de Carter y Reagan. El apoyo de Anderson continuó desvaneciéndose hasta el 5%, aunque aumentó hasta el 8% justo antes del día de las elecciones. Aunque Reagan obtendría una victoria considerable, las encuestas mostraron que los dos principales candidatos del partido estaban más cerca (la encuesta final de Gallup fue 47–44–8) antes de las elecciones y estaba claro que muchos posibles partidarios de Anderson habían sido apartados por Carter y Reagan. Al final, Anderson terminó con el 6,6% de los votos.
La mayor parte del apoyo de Anderson provino de los republicanos liberales que desconfiaban o incluso eran hostiles al ala conservadora de Reagan. Muchos intelectuales prominentes, incluido el creador de All in the Family , Norman Lear , y los editores de la revista liberal The New Republic, también respaldaron la campaña de Anderson. Doonesbury, del caricaturista Garry Trudeau, publicó varias tiras que simpatizaban con la campaña de Anderson. La ex primera dama Jacqueline Kennedy Onassis , el actor Paul Newman y el historiador Arthur M. Schlesinger Jr.También se ha informado que apoyaron a Anderson. Aunque la campaña de Carter temía que Anderson pudiera ser un espóiler, resultó ser "simplemente otra opción" para los votantes frustrados que ya habían decidido no respaldar a Carter por otro mandato. Las encuestas encontraron que alrededor del 37% de los votantes de Anderson favorecieron a Reagan como su segunda opción sobre Carter.
El resultado de Anderson sigue siendo el mejor resultado para un candidato de un tercer partido desde el 14% de George Wallace en 1968 y es el séptimo mejor para cualquier candidato desde la Guerra Civil (siguiendo el 8,5 por ciento de James B. Weaver en 1892, el 27 por ciento de Theodore Roosevelt en 1912, el 17 por ciento de Robert La Follette en 1924, el 19 por ciento y el 8 por ciento de Wallace y Ross Perot en 1992 y 1996, respectivamente).
Persiguió la negativa de Ohio de brindar acceso a las boletas electorales a la Corte Suprema de EE. UU. y ganó 5 a 4 en Anderson v. Celebrezze. Su incapacidad para avanzar contra el sistema bipartidista de facto como independiente en esa elección lo llevaría más tarde a convertirse en un defensor de la segunda vuelta instantánea, ayudando a fundar FairVote en 1992.

### Eslogan y posiciones
A menudo se refirió a su candidatura como "una campaña de ideas". Apoyó los créditos fiscales para los presupuestos de investigación y desarrollo de las empresas, que creía que aumentarían la productividad estadounidense; también apoyó el aumento de la financiación de la investigación en las universidades. Apoyó la conservación y protección del medio ambiente. Se opuso a la propuesta de Ronald Reagan de reducir ampliamente los impuestos, que temía aumentaría la deuda nacional y la tasa de inflación (que era muy alta en el momento de la campaña). También apoyó un impuesto a la gasolina para reducir la dependencia del petróleo extranjero. Apoyó la Enmienda de Igualdad de Derechos, los derechos de los homosexuales y el derecho al aborto en general; también promocionó su historial perfecto de haber apoyado todas las leyes de derechos civiles desde 1960. Se opuso al requisito de registro para el reclutamiento militar, que Jimmy Carter había restablecido. Esto lo hizo atractivo para muchos estudiantes universitarios liberales que no estaban satisfechos con Carter. Sin embargo, también expresó su apoyo a un ejército fuerte y flexible y apoyo a la OTAN contra la URSS, así como varias otras posiciones asociadas con los republicanos, incluida la desregulación de algunas industrias como el gas natural y los precios del petróleo, y un presupuesto equilibrado para lograrse principalmente mediante reducciones en el gasto público.

## Carrera posterior
Al final de la campaña, gran parte del apoyo provino de estudiantes universitarios. Aprovechó eso al convertirse en profesor invitado en una serie de universidades: la Universidad de Stanford, la Universidad del Sur de California, la Universidad de Duke, la Facultad de Derecho de la Universidad de Illinois, la Universidad de Brandeis, la Universidad Bryn Mawr, la Universidad Estatal de Oregón, la Universidad de Massachusetts y la Amherst y Nova Southeastern University; y estuvo en la Serie de Conferencias de la Familia Waldo de 1988 sobre Relaciones Internacionales en la Universidad Old Dominion.
Fue presidente de FairVote de 1996 a 2008, después de ayudar a fundar la organización en 1992, y continuó formando parte de su junta hasta 2014. También se desempeñó como presidente de la Asociación Federalista Mundial y en la junta asesora de Public Campaign y el Electronic Privacy Information Center, y fue asesor del bufete de abogados de Greenberg & Lieberman, LLC, con sede en Washington D. C. Fue el primer director ejecutivo del Consejo para el Interés Nacional, fundado en 1989 por los ex congresistas Paul Findley (R-IL) y Pete McCloskey (R-CA), para promover los intereses estadounidenses en el Medio Oriente.
En las elecciones presidenciales de EE. UU. de 2000, fue considerado brevemente como posible candidato para la nominación del Partido Reformista, pero en cambio respaldó a Ralph Nader, quien fue nominado por el Partido Verde. En enero de 2008, Anderson indicó un fuerte apoyo a la candidatura de otro contendiente demócrata de Illinois, Barack Obama.
En 2012, jugó un papel en la creación del Partido de la Justicia, un partido socialdemócrata progresista organizado para apoyar la candidatura del exalcalde de Salt Lake City, Rocky Anderson (sin relación) para las elecciones presidenciales de Estados Unidos de 2012.
El 6 de agosto de 2014, respaldó la campaña para la Asamblea Parlamentaria de las Naciones Unidas (UNPA), una de las seis personas que sirvieron en el Congreso de los Estados Unidos en hacerlo.
Fue miembro del Consejo Internacional del Instituto de Derecho Mundial Whitney R. Harris.